# 색계 유익한 마음
색계 유익한 마음(팔리어: rūpāvacara-kusalacittāni 루-빠-와짜라 꾸살라 찟따-니, 영어: fine-material-sphere wholesome consciousnesses, rūpa-jhāna moral consciousnesses)은 특히 상좌부의 교학과 아비담마 그리고 수행에서 사용하는 용어로, 무탐 · 무진 · 무치의 3선근 모두와 함께하는 다음의 5가지 색계의 마음을 말한다. 이 5가지 색계 마음은 초선 · 제2선 · 제3선 · 제4선의 4선 또는 4선정 체계가 아닌 초선 · 제2선 · 제3선 · 제4선 · 제5선의 5선 또는 5선정 체계에 따른 것이다.
1. 일으킨 생각 · 지속적 고찰 · 희열 · 행복 · 집중이 함께하는 초선의 유익한 마음
2. 지속적 고찰 · 희열 · 행복 · 집중이 함께하는 제2선의 유익한 마음
3. 희열 · 행복 · 집중이 함께하는 제3선의 유익한 마음
4. 행복 · 집중이 함께하는 제4선의 유익한 마음
5. 평온 · 집중이 함께하는 제5선의 유익한 마음

위의 각각의 항목에서 '지혜와 함께한다'는 표현이 없지만 욕계에서 색계 초선으로, 즉, 더 상위의 계로 들어가기 위해서는 지혜(인과에 대한 이해와 그 이해에 의거한 노력)가 없이는 불가능하다. 욕계를 제외한 모든 계 즉 색계 · 무색계 · 출세간의 마음은 무탐 · 무진 · 무치의 3선근 모두와 함께한다.
5가지 색계 유익한 마음은 고요명상 수행, 즉, 호흡을 관찰하는 수식관 즉 지식념이나 까시나(kasiṇa: 명상 수행에서 집중의 대상으로 사용하기 위해 만든 색칠한 원반 등) 명상으로 개발할 수 있다. 또한 4념처 · 4무량심 수행 · 간화선 · 염불선 등의 수행을 통해서도 개발할 수 있다. 이 5가지 마음은 순차적으로 개발된다. 즉, 초선에 든 후에 제2선에 들 수 있으며, 제2선에 든 후 제3선에, 제3선에 든 후 제4선에, 제4선에 든 후 제5선에 들 수 있다. 즉, 고요명상 수행을 통해 초선에 들 수 있으며, 초선에 든 후에는 선정 요소(jhāna factor) 즉 선정을 구성하는 5가지 요소인 일으킨 생각 · 지속적 고찰 · 희열 · 행복 · 집중 중 일으킨 생각 · 지속적 고찰 · 희열 · 행복의 4가지를 이 순서대로 차례대로 제거함으로써, 즉, 가장 거친 것부터 차례대로 제거함으로써 제2선부터 제5선까지의 선정이 순차적으로 획득된다.
색계 유익한 마음은 다음의 분류 또는 체계에 속한다.
- 욕계 · 색계 · 무색계 · 출세간에 속한 총 89가지 마음 또는 총 121가지 마음
  - 욕계 마음 54가지
  - 색계 마음 15가지
    - 색계 유익한 마음 5가지
    - 색계 과보의 마음 5가지
    - 색계 작용만 하는 마음 5가지

  - 무색계 마음 12가지
  - 출세간의 마음 8가지 또는 40가지

- 욕계 · 색계 · 무색계 · 출세간에 속한 총 21가지 또는 37가지의  유익한 마음
  - 욕계 마음에 속한 욕계 유익한 마음 8가지 一 누적 8가지
  - 색계 마음에 속한 색계 유익한 마음 5가지 一 누적 13가지
  - 무색계 마음에 속한 무색계 유익한 마음 4가지 一 누적 17가지
  - 출세간의 마음에 속한 출세간의 유익한 마음 4가지 또는 20가지 一 누적 21가지 또는 37가지

## 4선과 5선
4선 체계의 선정과 5선 체계의 선정은 다음과 같이 매치된다.
| 4선 체계                              | 5선 체계    | 심사(尋伺) 분별                                                               | 9지(九地) 분별         | 선천(禪天) 분별 |
| ------------------------------------- | ----------- | ----------------------------------------------------------------------------- | ---------------------- | --------------- |
| 4선의 초선                            | 5선의 초선  | 유심유사삼마지(有尋有伺三摩地) = 유각유관삼매(有覺有觀三昧)                   | 이생희락지(離生喜樂地) | 초선천          |
| 4선의 초선과 제2선 사이에 있는 중간정 | 5선의 제2선 | 무심유사삼마지(無尋唯伺三摩地 = 無尋有伺三摩地 ) = 무각유관삼매(無覺有觀三昧) | 이생희락지(離生喜樂地) | 초선천          |
| 4선의 제2선                           | 5선의 제3선 | 무심무사삼마지(無尋無伺三摩地 ) = 무각무관삼매(無覺無觀三昧)                  | 정생희락지(定生喜樂地) | 제2선천         |
| 4선의 제3선                           | 5선의 제4선 | 무심무사삼마지(無尋無伺三摩地 ) = 무각무관삼매(無覺無觀三昧)                  | 이희묘락지(離喜妙樂地) | 제3선천         |
| 4선의 제4선                           | 5선의 제5선 | 무심무사삼마지(無尋無伺三摩地 ) = 무각무관삼매(無覺無觀三昧)                  | 사념청정지(捨念淸淨地) | 제4선천         |

## 선정 요소
선정은 기본적으로 지혜(반야, 무치)가 함께하며, 집중이 주가 되고 일으킨 생각 · 지속적 고찰 · 희열 · 행복의 4요소가 보조함으로써 즉 함께함으로써 이루어진다.

### 일으킨 생각
일으킨 생각[尋, 심, vitakka, initial application]은 마음과 마음작용을 대상에 기울이는 것(directing the mind and its concomitants towards the object)으로, 명상수행에서 5개 중 혼면개(惛眠蓋) 즉 마음이 흐리고 몸이 무거워지는 것, 즉, 느려지고 무기력해지는 것을 억제한다.
즉, 일으킨 생각[尋]이란 예를 들어 호흡 관찰 수행인 지식념 · 수식관에서 호흡에 집중하는 것 즉 주의를 기울이는 것을 말한다. 까시나 고요명상 수행에서는 까시나에 집중하는 것 즉 주의를 기울이는 것을 말한다. 간화선에서는 화두를 드는 것을 말한다.

### 지속적 고찰
지속적 고찰[伺, 사, vicāra, sustained application]은 마음을 대상에 지속적으로 초점화하는 것(continually focusing the mind on the object)으로, 명상수행에서 5개 중 의개(疑蓋) 즉 의심함 즉 '마음이 결정을 내려 머무는 것을 못하게 하는 것'을 억제한다.
즉, 지속적 고찰[伺]이란 예를 들어 호흡 관찰 수행인 지식념 · 수식관에서 지속적으로 호흡에 집중하는 것 즉 주의를 기울이는 것, 즉 수동적 주의집중 상태를 긴 시간 동안 유지하는 것을  말한다. 까시나 고요명상 수행에서는 까시나에 지속적으로 집중하는 것 즉 주의를 기울이는 것을 말한다, 즉, 긴 시간 동안 집중을 유지하는 것을 말한다. 간화선에서는 화두를 끊임없이 드는 것 즉 화두를 끊임없이 의심하는 것을 말한다.
오로지 정진 즉 '결단과 인내(determination and perseverance)' 즉 '자주 반복하여 실행함'에 의해서만 일으킨 생각[尋]의 상태에서 지속적 고찰[伺]의 상태로 나아갈 수 있다. 정진 외에는 다른 어떤 길도 없으니, 정진에 대한 좋은 글이나 문구를 많이 보고 가까이하면서 마음을 다잡아야 한다. 예를 들어, 《성유식론》 등에 나오는, 정진(精進) 또는 근(勤)의 5단계의 차별인 피갑(被甲) · 가행(加行) · 무하(無下) · 무퇴(無退) · 무족(無足) 등의 단어를 되뇌이는 것이 큰 도움이 된다.

### 희열
희열[喜, 희, pīti, zest]은 몸 전체로 느껴지는 기쁨 또는 대상에 대해 기뻐하는 것(pervading zest)을 말하며, 명상수행에서 5개 중 진에개(화가 남)를 억제한다.

### 행복
행복[樂, 낙, sukha, happiness]는 희수(喜受, somanassa, joy) 즉 즉 정신적 기쁨(pleasant mental feeling)을 말하며, 명상수행에서 5개 중 도회개(들뜸과 근심과 후회)를 억제한다. 희열과 행복은 유사한데, 희열은 시작 단계의 기쁨, 행복은 본격적인 단계의 기쁨이다. 예를 들어, 지친 여행자가 오아시스를 만났을 때 느끼는 기쁨이 희열이고 물 마시고 목욕하면서 느끼는 기쁨이 행복이다. 명상수행에서는 희열은 몸이 기쁜 것 즉 선정에 의해 몸이 가뿐하고 즐거운 느낌이 드는 것이고, 행복은 마음이 기쁜 것 즉 선정에 의해 마음이 선정의 기쁨을 느끼는 것이다.

### 집중
집중[心一境性, 심일경성, ekaggatā, one-pointedness]은 일반적인 표현으로는 일심집중(一心集中, 일심으로 집중함)을 말한다. 보다 정확히는, 마음[心]이 대상[境]과 하나[一]가 되는 상태[性], 즉 몰입을 말하며, 명상수행에서 5개 중 탐욕개 즉 감각적 욕망 즉 마음이 5감에 이끌리는 것 즉 마음이 외계 사물에 이끌리는 것을 억제한다.

## 5선정의 진행
1. 일으킨 생각 · 지속적 고찰 · 희열 · 행복 · 집중이 함께하는 초선의 유익한 마음
  - 유심유사지(有尋有伺地)이다.
  - 이생희락지(離生喜樂地) 즉 욕계를 떠남[離]으로서 생기[生]는 희열[喜]과 행복[樂]을 느끼는 경지 또는 마음 상태이다.
  - 즉, 호흡 관찰 수행(지식념 · 수식관) · 까시나 명상 · 4념처 · 4무량심 수행 · 간화선 · 염불선 등의 수행을 통해 초선에 도달한 상태이다.
2. 지속적 고찰 · 희열 · 행복 · 집중이 함께하는 제2선의 유익한 마음
  - 일으킨 생각[尋, 심, vitakka, initial application]이 사라진 상태이다.
  - 즉, 무심유사지(無尋有伺地)이다.
  - 하지만, 여전히 이생희락지(離生喜樂地) 즉 욕계를 떠남[離]으로서 생기[生]는 희열[喜]과 행복[樂]을 느끼는 경지 또는 마음 상태이다.
3. 희열 · 행복 · 집중이 함께하는 제3선의 유익한 마음
  - 지속적 고찰[伺, 사, vicāra, sustained application]이 사라진 상태이다.
  - 즉, 무심무사지(無尋無伺地)이다.
  -  정생희락지(定生喜樂地) 즉 선정[定]으로부터 생기[生]는 희열[喜]과 행복[樂]을 느끼는 경지 또는 마음 상태이다.
4. 행복 · 집중이 함께하는 제4선의 유익한 마음
  - 무심무사지(無尋無伺地)에서 희열[喜, 희, pīti, zest]이 사라진 상태이다.
  - 이희묘락지(離喜妙樂地) 즉 제3선의 기쁨[喜]을 떠난[離] 경지로 마음이 안정되어 묘한 행복[妙樂]을 느끼는 경지 또는 마음 상태이다.
5. 평온 · 집중이 함께하는 제5선의 유익한 마음
  - 무심무사지(無尋無伺地)에서 행복[樂, 낙, sukha, happiness]이 사라지고 평온(捨, upekkhā, equanimity)과 함께하는 상태이다.(참고로 모든 마음은 반드시 느낌과 함깨한다. 즉, 3수 또는 5수 중의 하나와 함께한다.)
  - 선정 요소 중 오로지 집중[心一境性, 심일경성, ekaggatā, one-pointedness]만이 남은 상태이다. 즉, 마음이 대상과 하나가 된 상태이다. 마음이 대상에 완전히 몰입한 상태이다.
  - 사념청정지(捨念淸淨地) 즉 제4선의 묘한 즐거움을 떠난 경지로, 마음이 평온[捨]하여 생각[念]이 청정(淸淨)하고 평등한 경지, 즉 마음이 사[捨念, 평온]에 안주하는 경지 또는 마음 상태이다.

## 같이 보기
- 3삼매#구사론의 3삼매
- 유상삼매(有想三昧, savikalpa samadhi)
- 무상삼매(無想三昧) (힌두교)
- 무상삼매(無相三昧) (불교)